# Kosuke Okanishi
Kosuke Okanishi (岡西 宏祐 Okanishi Kosuke?, Osaka, 17 de julio de 1990) es un exfutbolista japonés que jugaba como guardameta.

## Trayectoria

### Clubes
| Club           | País  | Año       |
| -------------- | ----- | --------- |
| Ventforet Kofu | Japón | 2013-2022 |
| Fujieda MYFC   | Japón | 2023-2024 |

## Palmarés

### Títulos nacionales
| Título             | Club           | País  | Año  |
| ------------------ | -------------- | ----- | ---- |
| Copa del Emperador | Ventforet Kofu | Japón | 2022 |